# Казанова (Форли-Чезена)
Казанова (итал. Casanova) је насеље у Италији у округу Форли-Чезена, региону Емилија-Ромања.
Према процени из 2011. у насељу је живело 122 становника. Насеље се налази на надморској висини од 236 м.